# ريتشي بلاكمور
ريتشي بلاكمور (بالإنجليزية: Ritchie Blackmore) (و. 1945  م) هو عازف قيثارة، وكاتب أغاني بريطاني، وهو عضوٌ في ديب بيربل، وقوس قزح (فرقة روك).

## وصلات خارجية
- ريتشي بلاكمور على موقع IMDb (الإنجليزية)
- ريتشي بلاكمور على موقع ميوزك برينز (الإنجليزية)
- ريتشي بلاكمور على موقع إن إن دي بي (الإنجليزية)
- ريتشي بلاكمور على موقع أول ميوزيك (الإنجليزية)
- ريتشي بلاكمور على موقع ديسكوغز (الإنجليزية)
- ريتشي بلاكمور على موقع قاعدة بيانات الفيلم (الإنجليزية)

- ريتشي بلاكمور في قاعدة بيانات الأفلام على الإنترنت